# Tipula
Tipula (vernacular, típula) é um extenso género de insetos da família Tipulidae, da qual é o género tipo. O género inclui cerca de 1000 espécies e tem distribuição natural do tipo cosmopolita. 

## Descrição
Todas as espécies apresentam patas muito longas e frágeis. Os machos apresentam ganchos no abdómen e as fêmeas possuem um aparelho ovipositor usado para depositar os ovos no solo. As larvas da maioria das espécies alimentam-se de raízes.

## Taxonomia
O género apresenta uma grande diversidade, com mais de 1000 espécies descritas, pelo que foi dividido em subgéneros:
- Acutipula Alexander, 1924
- Afrotipula Alexander, 1955
- Arctotipula Alexander, 1934
- Bellardina Edwards, 1931
- Beringotipula Savchenko, 1961
- Dendrotipula Savchenko, 1964
- Emodotipula Alexander, 1966
- Eremotipula Alexander, 1965
- Eumicrotipula Alexander, 1923
- Formotipula Matsumura, 1916
- Hesperotipula Alexander, 1947
- Indratipula Alexander, 1970
- Kalatipula Alexander, 1971
- Labiotipula Alexander, 1965
- Lindnerina Mannheims, 1965
- Lunatipula Edwards, 1931
- Mediotipula Pierre, 1924
- Microtipula Alexander, 1912
- Nesotipula Alexander, 1921
- Nippotipula Matsumura, 1916
- Nobilotipula Alexander, 1943
- Odonatisca Savchenko, 1956
- Papuatipula Alexander, 1935
- Pectinotipula Alexander, 1920
- Platytipula Matsumura, 1916
- Pterelachisus Róndani, 1842
- Ramatipula Alexander, 1971
- Savtshenkia Alexander, 1965
- Schummelia Edwards, 1931
- Serratipula Alexander, 1965
- Setitipula Alexander, 1965
- Sinotipula Alexander, 1935
- Sivatipula Alexander, 1964
- Spinitipula Alexander, 1963
- Tipula Linnaeus, 1758
- Tipulodinodes Alexander, 1965
- Trichotipula Alexander, 1915
- Triplicitipula Alexander, 1965
- Vestiplex Bezzi, 1924
- Yamatotipula Matsumura, 1916